# Gorganski zaljev
Gorganski zaljev (perz. حَسَنقُلی, poznat i kao Hasankolijski ili Astarabadski zaljev) nalazi se na krajnjem jugoistočnom dijelu Kaspijskog jezera i pripada iranskoj pokrajini Golestan. Zaljev se proteže duljinom od oko 60 km u smjeru istok-zapad, a poprečna širina mu je između 5 i 15 km. Od Kaspijskog jezera odvojen je poluotokom Mijankale odnosno otokom Ašurade, a povezan je prolazom širine 3 km. Zapadni dio zaljeva obiluje florom i faunom zbog čega je zajedno s Mijankalom ekološka zaštićena zona. Najveća naselja uz obalu Gorganskog zaljeva su Bandar-e Turkaman i Bandar-e Gaz, a najobilniji pritok je Karasu koji godišnje nanese oko 3,5 milijuna tona sedimenata.